# 浜田連隊区
浜田連隊区（はまだれんたいく）は、大日本帝国陸軍の連隊区の一つ。前身は松江大隊区である。主に島根県の徴兵・召集などの兵事事務を担任した。広島県の一部を管轄した時期もあった。1941年（昭和16年）に廃止され松江連隊区に統合された。

## 概要
1888年（明治21年）5月14日、大隊区司令部条例（明治21年勅令第29号）によって松江大隊区が設けられ、陸軍管区表（明治21年勅令第32号）により島根県・広島県の一部が管轄区域に定められた。第5師管第9旅管に属した。この時、島根県の残り区域は隠岐警備隊区に属していた。
1896年（明治29年）4月1日、それまで大隊区制が執られていたものをあらたに連隊区を設ける事となった。全国を数個の師管に分け、その師管内を数個の連隊区で構成した。松江大隊区は連隊区司令部条例（明治29年勅令第56号）によって浜田連隊区に改組され、旅管が廃止となり引き続き第5師管に属した。
1899年（明治32年）3月14日に松江市の司令部を廃止し、同年3月29日、浜田町の新司令部庁舎に移転した。
1903年（明治36年）2月14日、改正された「陸軍管区表」（明治36年勅令第13号）が公布となり、再び旅管が採用され連隊区は第5師管第21旅管に属した。
日本陸軍の内地19個師団体制に対応するため陸軍管区表が改正（明治40年9月17日軍令陸第3号）され、1907年（明治40年） 10月1日、第17師管第34旅管に属し、松江連隊区が新設され管轄区域の大幅な変更が実施された。
1925年（大正14年）4月6日、日本陸軍の第三次軍備整理に伴い陸軍管区表が改正（大正14年軍令陸第2号）され、同年5月1日、旅管は廃され引き続き再び第5師管の所属となった。
1940年（昭和15年）8月1日、浜田連隊区は西部軍管区広島師管に属することとなった。
1941年11月1日、陸軍管区表の改定により、北海道を除き全国一府県一連隊区となり、各地の連隊区の統廃合が行われた。これに伴い浜田連隊区は廃止され松江連隊区に統合された。実際の統合は1942年（昭和17年）4月に完了した。

## 管轄区域の変遷
1888年5月14日、陸軍管区表（明治21年勅令第32号）が制定され、松江大隊区の管轄区域が次のとおり定められた。
- 島根県

島根郡・秋鹿郡・意宇郡・能義郡・仁多郡・大原郡・出雲郡・楯縫郡・神門郡・飯石郡・邇摩郡・安濃郡・邑智郡・那賀郡・美濃郡・鹿足郡
- 広島県

三次郡・三谿郡・奴可郡・恵蘇郡・三上郡
1896年4月1日、浜田連隊区へ改組された際、管轄区域に松江市を加えた。同年、郡制施行による郡の統廃合により陸軍管区表が改正（明治29年12月4日勅令第381号）され、1897年（明治30年）4月1日に島根県島根郡・秋鹿郡・意宇郡を八束郡に、出雲郡・楯縫郡・神門郡を簸川郡に変更した。変更後の管轄区域は次の通りである。
- 島根県

松江市・八束郡・能義郡・仁多郡・大原郡・簸川郡・飯石郡・邇摩郡・安濃郡・邑智郡・那賀郡・美濃郡・鹿足郡
- 広島県

三次郡・三谿郡・奴可郡・恵蘇郡・三上郡
1903年2月14日、広島県の郡の統合により三次郡・三谿郡を双三郡に、奴可郡・恵蘇郡・三上郡を比婆郡に変更した。変更後の管轄区域は次のとおり。
- 島根県

松江市・八束郡・能義郡・仁多郡・大原郡・簸川郡・飯石郡・邇摩郡・安濃郡・邑智郡・那賀郡・美濃郡・鹿足郡
- 広島県

双三郡・比婆郡
1907年10月1日、松江連隊区が新設され、管轄区域が次のとおり変更された。松江連隊区へ松江市・八束郡・能義郡・大原郡・仁多郡・飯石郡を移管し、広島県区域を福山連隊区へ移管した。
- 島根県

簸川郡・安濃郡・邇摩郡・邑智郡・那賀郡・美濃郡・鹿足郡
1915年（大正4年）9月13日、松江連隊区から島根県飯石郡を、福山連隊区から広島県双三郡を編入した。1920年（大正9年）8月10日、広島県双三郡を岩国連隊区へ移管した。この時点の管轄区域は次のとおり。
- 島根県

鹿足郡・美濃郡・那賀郡・邑智郡・邇摩郡・安濃郡・飯石郡・簸川郡
1941年11月1日、浜田連隊区が廃止され、旧管轄区域は松江連隊区に編入された。

## 歴代司令官
松江大隊区
- 橋本昌世 歩兵少佐：1888年5月14日 -
- 伊津野千里 歩兵少佐：1892年5月25日[11] -
- 服部尚 歩兵少佐：不詳 - 1896年3月18日[12]

浜田連隊区
1. 熊沢安定 歩兵少佐：1896年3月18日[12] - 1896年6月25日[13]
2. 伊津野千里 少佐：1896年7月 -
3. 蘆原甫 歩兵少佐：1901年12月1日 - 1902年9月30日
4. 松島克巳 歩兵中佐：1902年9月30日 - 1904年8月20日
5. 里見善七郎 少佐：1904年8月 -
6. 陶山操 歩兵中佐：1906年2月14日 - 8月29日
7. 鏑木理八 歩兵少佐：1906年8月29日 - 1910年10月1日
8. 山田定直 歩兵中佐：1910年10月1日 - 1912年10月11日
9. 村岡磐 歩兵中佐：1912年10月11日 - 1915年8月10日
10. 守永弥惣次 歩兵中佐：1915年8月10日 - 1917年8月6日
11. 河田恵長治 歩兵中佐：1917年8月6日 - 1920年8月10日[14]
12. 坂部正健 歩兵中佐：1920年8月10日[14] - 1923年8月6日[15]
13. 石川直三郎 歩兵大佐：1923年8月6日[15] - 1924年12月15日[16]
14. 名越時中 歩兵大佐：1924年12月15日[16] -
15. 佐藤豊 歩兵大佐：1927年8月 - 1928年8月10日[17]
16. 本山友吉 歩兵大佐：1928年8月10日[17] -
17. 守本用平 大佐：1930年8月 -
18. 桜井正信 歩兵大佐：1932年4月 - 1934年3月5日[18]
19. 世良孝熊 歩兵大佐：1934年3月5日[18] - 1935年8月1日[19]
20. 小河原浦治 歩兵大佐：1935年8月1日[19] -
21. 小林清太郎 大佐：1938年3月 -
22. 正木宣儀 大佐：1939年8月 -
23. 岡芳郎 大佐：1941年3月 - 1942年4月1日